# Traun (Dunav)
Traun je rijeka u Gornjoj Austriji duga 153 km, jugozapadna pritoka Dunava.

## Karakteristike
Traun se formira Štajerskoj kod Bad Ausseea na nadmorskoj visini od 659 metara, gdje se spajaju Altausseer i Grundlseer Traun s Kainisch Traunom Kod Koppentrettalma na 
nadmorskoj visini od 663 m ulazi u Gornju Austriju u regiju Salzkammergut, pod imenom Koppen Traun.
Traun zatim protiče kroz Halštatsko jezero, skreće prema sjeveroistoku, prolazi Bad Goisern (502 m) i Bad Ischl (469 m), gdje prima zapadnu pritoku Ischl, protiče kroz jezero Traunsee kod Gmundena (440 m). 
Nakon što prođe vodopad Traunfall, iznad Roithama (424 m) rijeka ulazi u nizinu, protiče kroz Wels (317 m) i kod Linza ima ušće u Dunav.
Nekad je Traun bio važan za transport drva i soli, danas se njegov hidropotencijal koristi za pogon brojnih hidroelektrana: Gmunden, Traunfall, Traunleiten, Marchtrenk, Traun-Pucking i Kleinmunchen i industrijske pogone 
(tvornice celuloze i papira Steyrermühl i Laakirchen).

## Vanjske poveznice
- Rijeka Traun